# Озолас, Ромуалдас
Ромуалдас Озолас (лит. Romualdas Ozolas; 31 января 1939, Ионишкелис — 6 апреля 2015, Вильнюс) — литовский политик и публицист. Активист движения Саюдис, депутат Сейма Литовской Республики (1992—2000), преподаватель Вильнюсского университета

## Биография
Родился 31 января 1939 года в Ионишкелисе. В 1957 году окончил школу в местечке Базилионай Шауляйского района. С 1957 по 1962 год изучал философию в Вильнюсском университете, в 1968—1973 годах учился в аспирантуре. С 1973 по 1989 год — преподаватель Вильнюсского университета. С 1965 по 1968 год работал сперва ответственным секретарём, а затем редактором отдела журнала «Kultūros barai».
Был членом Коммунистической партии Литвы с 1973 по 1990 год. С 1988 по 1990 год — член литовского движения за независимость Саюдис. В 1988 году он основал националистическую организацию «Вильния». 
Весной 1989 года избран народным депутатом СССР  от Шяуляйского сельского национально-территориального избирательного округа № 256 Литовской ССР.
С 1990 по 1991 год был заместителем премьер-министра Литвы вместе с Альгирдасом Бразаускасом. Он вступил в Союз центра Литвы в 1993 году и был его председателем до 2000 года. В 1996 году он был избран в Сейм и оставался его депутатом до 2000 года. С 2003 по 2007 год он возглавлял Национальную партию Центра, впоследствии переименованную в Литовскую партию Центра в 2005 году. В 1991 году стал первым лауреатом премии Стасиса Шалкаускиса.
Умер 6 апреля 2015 года в Вильнюсе от рака. Похоронен на Антакальнисском кладбище.

## Взгляды
Придерживался националистических взглядов. Высказывался в поддержку воинского призыва. Известен своими негативными высказываниями в адрес России, Польши, русских и поляков. В 2011 году опубликовал статью, в которой призывал к отделению Калининградской области от России и образованию на этой территории «Балтийской республики». Утверждал, что Польша представляет угрозу Литве.

## Награды
- Большой командорский крест ордена Великого князя Литовского Гядиминаса (2000)[11]
- Медаль Независимости Литвы (2000)[12]
- Медаль По случаю двадцатой годовщины восстановления независимости Литвы (2010)[13]
- Памятный знак за личный вклад в развитие трансатлантических отношений Литвы и по случаю приглашения Литовской Республики в НАТО (2003)[14]
- Орден Креста земли Марии 4 класса (2 февраля 2005 года, Эстония)[15]
- Медаль Балтийской ассамблеи (2007)[16]

## Сочинения
- Pasakojimai apie filosofiją. Vilnius 1988. ISBN 5-7900-0008-8 (Рассказы о философах и философии)
- Pirmieji atkurtosios nepriklausomybės metai. 1992 (Первые годы восстановленной независимости)
- Atgimimo ištakose. 1997 (У истоков возрождения)
- Išsivadavimas. 1998 (Освобождение)